# Two Rocks
Two Rocks är en del av en befolkad plats i Australien. Den ligger i kommunen Wanneroo och delstaten Western Australia, omkring 56 kilometer nordväst om delstatshuvudstaden Perth.
Närmaste större samhälle är Butler, omkring 19 kilometer sydost om Two Rocks. 
Trakten runt Two Rocks består till största delen av jordbruksmark. Runt Two Rocks är det ganska tätbefolkat, med 100 invånare per kvadratkilometer. Genomsnittlig årsnederbörd är 820 millimeter. Den regnigaste månaden är juli, med i genomsnitt 142 mm nederbörd, och den torraste är januari, med 11 mm nederbörd.